# Lill-Kropptjärnen (Älvdalens socken, Dalarna, 679587-138465)
Lill-Kropptjärnen är en sjö i Älvdalens kommun i Dalarna och ingår i Dalälvens huvudavrinningsområde.